# باشگاه فوتبال دوور اتلتیک
باشگاه فوتبال دوور اتلتیک (به انگلیسی: Dover Athletic F.C) یک باشگاه فوتبال در شهر بندری دوور، شهرستان کنت کشور انگلستان است که در سال ۱۹۸۳ میلادی تأسیس شده است.